# Vremde

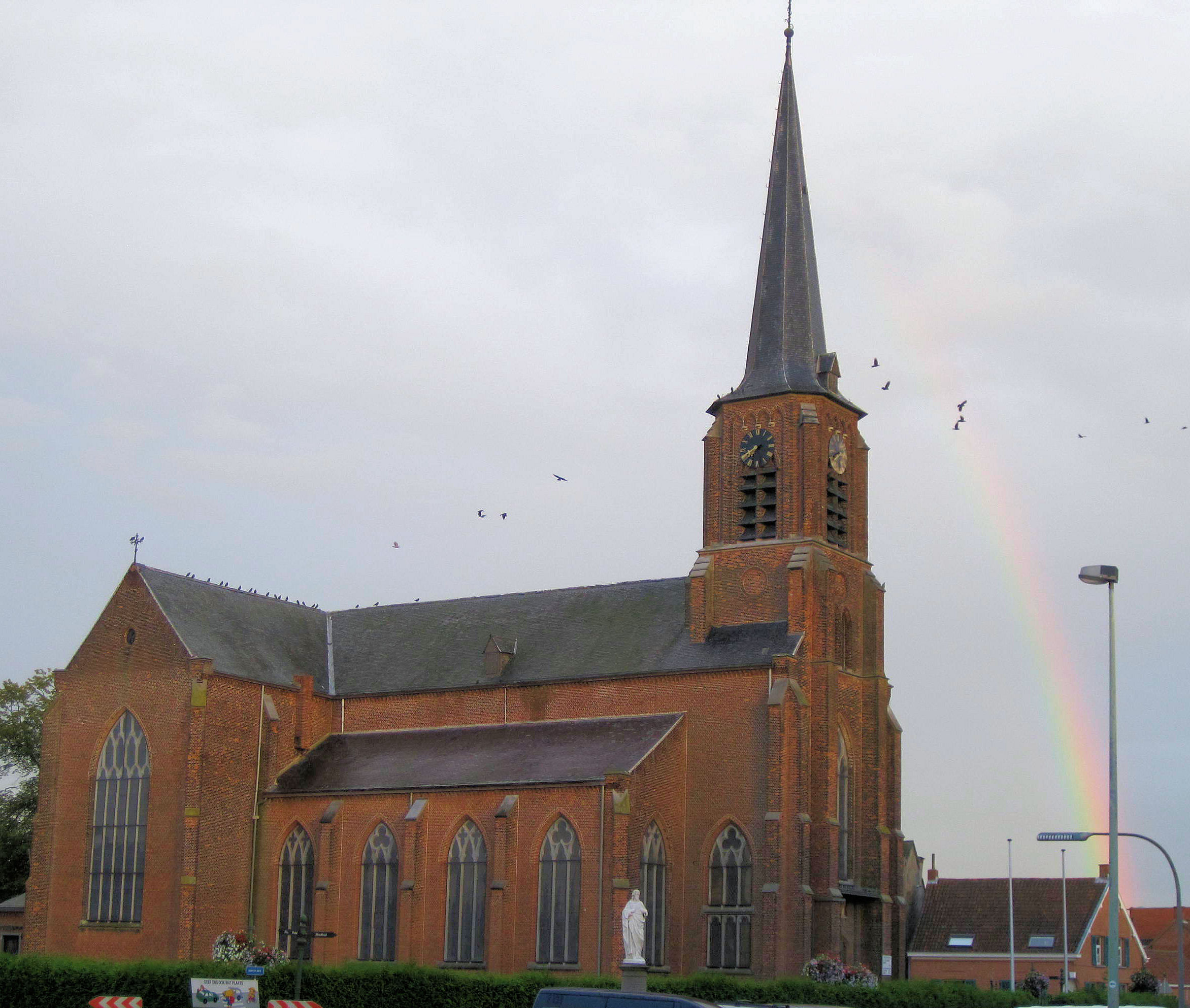
Sint-Jan-in-de-Oliekerk

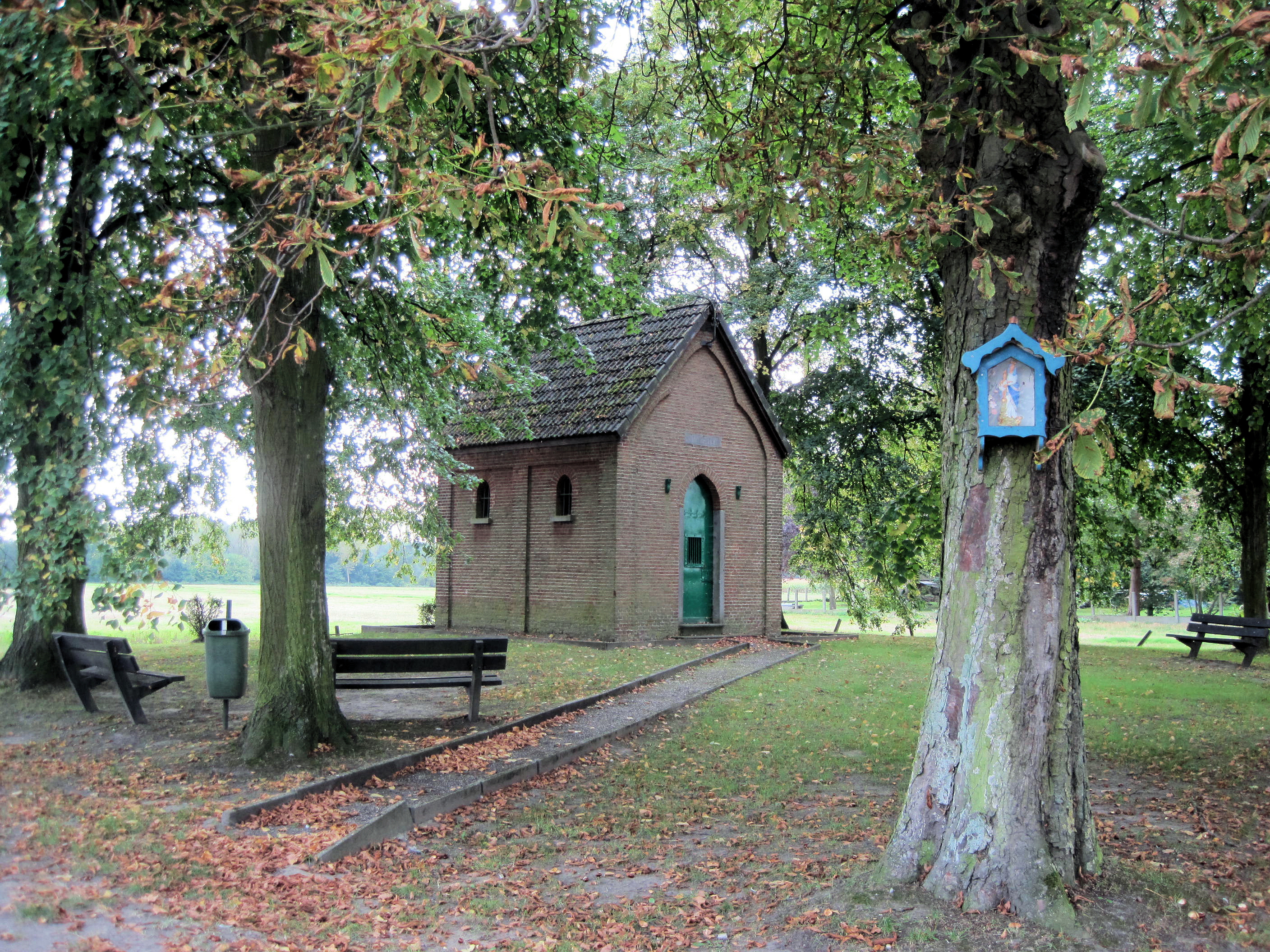
Maria Magdalenakapel

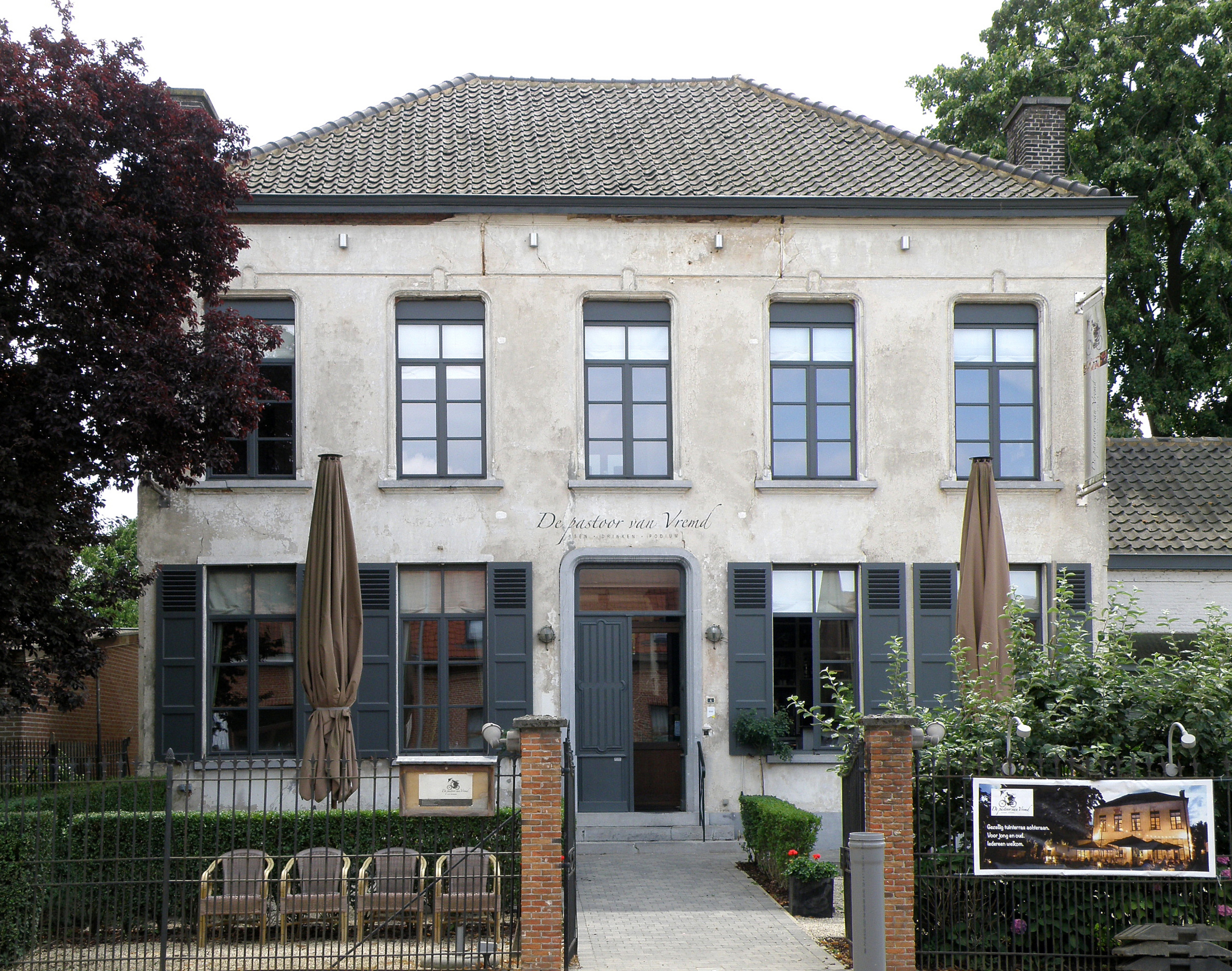
Voormalige pastorie

Vremde is een dorp in de Belgische provincie Antwerpen en een deelgemeente van Boechout. Het dorp is tevens gelegen in de zuidoostrand van de stad Antwerpen, de oostrand van de stad Mortsel en de noordrand van de stad Lier. Vremde was een zelfstandige gemeente tot aan de gemeentelijke herindeling van 1977.

## Geschiedenis
De parochie Vremde dateert ten laatste uit de 10de eeuw. In 1003 verleent Hendrik II een "restitutieakte" van Vremde (villam Frimenthe cum ecclesia et appendiciis) aan de Sint-Baafsabdij van Gent. Het woord restitutie slaat op het terugschenken van bezittingen, door keizer Otto II in 974, die verloren gegaan waren in de chaos ten tijde van de invallen van de Noormannen.
Alternatieve historische benamingen zijn Vrimele (1235), Vrimde, Vrempde en Vrijmde.
In Vremde stond aan de kruising van de Abdijweg met de Molenbeek een vanuit de abdij van Villers in 1236 gestichte cisterciënzerabdij als voorloper van de in 1243 gestichte Sint-Bernardusabdij aan de Schelde te Hemiksem.
Van de heerlijkheid Vremde is voor het eerst sprake in 1382 naar aanleiding van een verkoop door Machteld, hertogin-pretendente van het hertogdom Gelre, kleindochter van Floris Berthout, aan Jan Van Ranst, zoon van Wouter Van Ranst, bewoner van Cantincrode.
Vanaf 1794 schafte het Franse regime de heerlijkheden en andere instellingen van het ancien régime af. Vremde werd aanvankelijk ingedeeld bij het kanton Wilrijk; in 1796 verhuisde de kantonhoofdplaats naar Berchem. Na de staatsgreep van Napoleon in 1799 viel het kanton als bestuurlijk tussenniveau weg en kreeg Vremde een maire (burgemeester-ambtenaar). De aanvankelijke burgemeester Jan Van Luyten diende herhaaldelijk zijn ontslag in bij prefect d'Herbouville maar werd pas in 1802 opgevolgd door Cornelis Beliens.
In 1989 werden resten van de abdij (vergane balken en een onderste steenlaag) door archeologen blootgelegd.

## Demografische ontwikkeling
- Bronnen:NIS, Opm:1831 tot en met 1970=volkstellingen; 1976 = inwoneraantal op 31 december

## Bezienswaardigheden
- De Sint-Jan-in-de-Oliekerk
- De dorpsplaats is beschermd als dorpsgezicht
- De hoeven van familie Naenen[4], oftewel Het Luizenkasteel[4] ,aan het Bloemenhof 25 is beschermd als monument. Sommige delen dateren uit de 18de en begin 19de eeuw.
- Op de grens met Ranst is er ook de beschermde kapel (vroeger kerk) van Millegem.

## Natuur en landschap
Vremde is een landelijk dorp aan de rand van de Antwerpse agglomeratie. De hoogte bedraagt 10-14 meter. De belangrijkste waterloop is de Molenbeek. Het belangrijkste natuurgebied is de Molenbeekvallei. Deze site is vrij toegankelijk en sluit aan op het natuurgebied de Kleine Netevallei. Het gebied wordt gekenmerkt door haar rijke voorjaarsflora met sneeuwklokjes en slanke sleutelbloemen. Het gebied is een broedplaats voor steenuilen en kieviten. Opvallende aanwezigen zijn de zeldzame knolsteenbreek en het oranjetipje. In de poelen, moerassen en grachten zijn ten slotte padden, kikkers, salamanders, kattenstaart, moerasspirea en gele lis te vinden. In de zomer strijken er ook vaak ooievaars neer. De site is het gemakkelijkst te bereiken via de Abdijweg naast "het instituut van Don Bosco"  langs de ruïne van de oude Sint-Bernardusabdij aan de Molenbeek.

## Cultuur

### Evenementen
- Begin mei vindt Sint-Janskermis in het dorp plaats. Er is vanaf 2016 een nieuw sportpark gebouwd op de Vremdsesteenweg op de grens met Boechout De naam van het park is 'Sneppenbos', naar een oude hoeve gelegen op die plek.

## Sport
- Sporting Vremde
- Jogging Vremde
- The Flying B's
- BBC Musketiers Vremde
- Gymteam Vremde (De turnkring)
- Cycling Vremde

## Geboren in Vremde
- Roger Rosiers (1946), voormalig wielrenner

## Nabijgelegen kernen
Boechout, Borsbeek, Wommelgem, Millegem